# Act of Settlement
Act of Settlement (Ustawa o następstwie tronu) – ustawa angielska z 1701, jeden z podstawowych brytyjskich aktów ustrojowych.
Ustawa przeniosła prawa sukcesji po śmierci Wilhelma III Orańskiego i Anny Stuart z dynastii Stuartów na dynastię hanowerską (potomków księżniczki Palatynu Zofii Doroty Wittelsbach, wnuczki Jakuba I/VI), ustaliła wyznanie monarchii (anglikanizm), odsunęła od dziedziczenia tronu katolików oraz usankcjonowała primogeniturę z preferencją mężczyzn (synowie monarchy i ich następcy w każdym wypadku wchodzą przed córki, które mogą dziedziczyć dopiero w sytuacji braku męskich potomków). Uzupełniła postanowienia Bill of Rights z 1689 w zakresie ograniczenia swobody władzy króla i wzmocnienia niezależności sędziów, m.in. zasada odpowiedzialności przed parlamentem, kontrasygnowanie decyzji królewskich oraz nieusuwalność sędziów przez króla.
25 kwietnia 2013 królowa brytyjska Elżbieta II złożyła podpis pod ustawą, która znosi pierwszeństwo męskiego potomka przed żeńskim oraz zezwala na małżeństwa z katolikami. Bycie katolikiem przestało również wykluczać z sukcesji, jednakże przed objęciem tronu przyszły monarcha musi nawrócić się na anglikanizm, ponieważ władca brytyjski jest zwierzchnikiem Kościoła Anglii. 
Do dziś zgodnie z jej zasadami ustalana jest kolejność dziedziczenia tronu Zjednoczonego Królestwa oraz innych państw, które dzielą z nim głowę państwa.